# 2000–2001-es magyar női labdarúgó-bajnokság (első osztály)
A magyar női labdarúgó-bajnokság első osztályában 2000–2001-ben hat csapat küzdött a bajnoki címért. A tizenhetedik hivatalos bajnokságban a Femina szerezte meg a bajnoki címét, megszakítva ezzel a László Kórház sorozatát.

## Végeredmény

### Alapszakasz
| #  | Csapat                  | M  | GY | D | V  | G+ – G– | GK  | P  | Megjegyzések        |
| -- | ----------------------- | -- | -- | - | -- | ------- | --- | -- | ------------------- |
| 1. | Femina                  | 12 | 11 | 0 | 1  | 39–7    | +32 | 33 | Felsőházi rájátszás |
| 2. | Renova                  | 12 | 7  | 3 | 2  | 37–2    | +35 | 24 | Felsőházi rájátszás |
| 3. | Viktória FC-Szombathely | 12 | 6  | 4 | 2  | 21–9    | +12 | 22 | Felsőházi rájátszás |
| 4. | Pepita Sárkányok SC     | 12 | 4  | 2 | 6  | 17–27   | −10 | 14 | Felsőházi rájátszás |
| 5. | Íris SC                 | 12 | 4  | 2 | 6  | 14–27   | −13 | 14 | Alsóházi rájátszás  |
| 6. | László Kórház           | 12 | 4  | 1 | 7  | 20–19   | +1  | 10 | Alsóházi rájátszás  |
| 7. | FC Eger                 | 12 | 0  | 0 | 12 | 3–55    | −52 | 0  | Alsóházi rájátszás  |
| –. | Verőce SEÚ              | 0  | 0  | 0 | 0  | 0–0     | 0   | 0  | visszalépett        |

### Felsőház
| #  | Csapat                  | M  | GY | D | V  | G+ – G– | GK  | P  | Megjegyzések                          |
| -- | ----------------------- | -- | -- | - | -- | ------- | --- | -- | ------------------------------------- |
| 1. | Femina                  | 12 | 9  | 2 | 1  | 34–8    | +26 | 29 | 2001–2002-es UEFA női bajnokok ligája |
| 2. | Renova                  | 12 | 6  | 4 | 2  | 35–7    | +28 | 22 |                                       |
| 3. | Viktória FC-Szombathely | 12 | 4  | 3 | 5  | 10–17   | −7  | 15 |                                       |
| 4. | Pepita Sárkányok SCVL   | 12 | 0  | 1 | 11 | 6–53    | −47 | 1  | NB II                                 |

Utolsó frissítés: 2001. június 30. 
Forrás: Futballévkönyv 2001, I. Magyar labdarúgás, Aréna 2000 Kiadó, Budapest, 2002, ISSN 1585-2172 
A rangsorolás alapszabályai: 1. összpontszám, 2. győzelmek száma, 3. egymás elleni eredmények összpontszáma,  4. egymás elleni eredmények gólkülönbsége, 5. egymás elleni eredmények szerzett góljainak száma 6. gólkülönbség, 7. szerzett gólok száma.
(B): Bajnokcsapat, (K): Kieső csapat, (F): Feljutó csapat, (I): Kupainduló, (R): A rájátszás győztese, (KGY): Kupagyőztes

A bajnok Femina játékosai
Bauer Istvánné (15), Kiss Julianna (2), Stecz Erika (1) kapusok – Ádám Mónika (3), Beliánszky Krisztina (1), Bökk Katalin (13), Deli Anikó (12), Elek Katalin (2), Erdei Barbara (11), Faigl Zsófia (12), Főfai Tímea (9), Gáspár Mónika (1), Horváth Tünde (8), Kanta Krisztina (10),  Lévay Andrea (13), Lubai Mónika (3), Mészáros Gizella (12), Molnár Mariann (7), Móring Zsuzsanna (11), Paraoánu Aranka (15), Ruff Szilvia (16), Sebestyén Györgyi (16), Szekér Anita (17), Szőke Anett (7), Végh Andrea (2).
Edző: Kiss László

### Alsóház
| #  | Csapat        | M | GY | D | V | G+ – G– | GK  | P  | Megjegyzések |
| -- | ------------- | - | -- | - | - | ------- | --- | -- | ------------ |
| 1. | László Kórház | 8 | 7  | 0 | 1 | 21–6    | +15 | 18 |              |
| 2. | Íris SC       | 8 | 4  | 0 | 4 | 15–14   | +1  | 12 | NB II        |
| 3. | FC Eger       | 8 | 1  | 0 | 7 | 7–23    | −16 | 3  | NB II        |

Utolsó frissítés: 2001. június 30. 
Forrás: Futballévkönyv 2001, I. Magyar labdarúgás, Aréna 2000 Kiadó, Budapest, 2002, ISSN 1585-2172 
A rangsorolás alapszabályai: 1. összpontszám, 2. győzelmek száma, 3. egymás elleni eredmények összpontszáma,  4. egymás elleni eredmények gólkülönbsége, 5. egymás elleni eredmények szerzett góljainak száma 6. gólkülönbség, 7. szerzett gólok száma.
(B): Bajnokcsapat, (K): Kieső csapat, (F): Feljutó csapat, (I): Kupainduló, (R): A rájátszás győztese, (KGY): Kupagyőztes

## A góllövőlista élmezőnye
| Gól                                                                                                | Név         | Csapat |
| -------------------------------------------------------------------------------------------------- | ----------- | ------ |
| 23                                                                                                 | Pádár Anita | Renova |
| Forrás: Futballévköny 2001, I. Magyar labdarúgás, Aréna 2000 Kiadó, Budapest, 2002, ISSN 1585-2172 |             |        |